# 沼隈郡
- 令制国一覧 > 山陽道 > 備後国 > 沼隈郡
- 日本 > 中国地方 > 広島県 > 沼隈郡

沼隈郡（ぬまくまぐん）は、広島県（備後国）にあった郡。

## 郡域
1878年（明治11年）に行政区画として発足した当時の郡域は、現在の住所では下記の区域にあたる。
- 尾道市の一部（百島町、浦崎町、山波町、新高山、高須町、西藤町以東）
- 福山市の一部（駅家町各町・芦田町各町・新市町大字相方を除く芦田川以西）

## 歴史
和名類聚抄に「奴乃久万」とあるように、当初は「ぬのくま」と読まれていた。

### 近世以降の沿革
- 明治初年時点では全域が備後福山藩領であった。「旧高旧領取調帳」に記載されている明治初年時点での村は以下の通り。（1町42村）

神島村、佐波村、津之郷村、山手村、郷分村、長和村、地頭分村、下山田村、山北村、早戸村、加屋村、赤坂村、神村、本郷村、東村、西村、高須村、山波村、今津村、松永村、藁江村、柳津村、金見村、藤江村、浦崎村、下山南村、内常石村、外常石村、百島村、横島村、田島村、草深村、能登原村、中山南村、上山南村、上山田村、中山田村、草戸村、水呑村、田尻村、走島村、後地村、鞆町
- 明治4年
  - 7月14日（1871年8月29日） - 廃藩置県により福山県の管轄となる。
  - 11月15日（1871年12月26日） - 第1次府県統合により深津県の管轄となる。
- 明治5年6月5日（1872年7月10日） - 深津県が改称して小田県となる。
- 明治8年（1875年）（1町39村）
  - 12月20日 - 岡山県の管轄となる。
  - 下山田村・上山田村・中山田村が合併して熊野村となる。
  - 内常石村・外常石村が合併して常石村となる。
- 明治9年（1876年）4月18日 - 広島県の管轄となる。
- 明治11年（1878年）11月1日 - 郡区町村編制法の広島県での施行により、行政区画としての沼隈郡が発足。「沼隈深津郡役所」が深津郡福山城下に設置され、同郡とともに管轄。
- 明治22年（1889年）4月1日 - 町村制の施行により、以下の町村が発足。［ ］は合併した村。（1町29村）
  - 山手村、郷分村、草戸村、佐波村、神島村、津之郷村［津之郷村・加屋村］、瀬戸村［長和村・地頭分村・山北村］、赤坂村［早戸村・赤坂村］、神村、本郷村、東村（現・福山市）
  - 西村、高須村、山波村（現・尾道市）
  - 今津村、松永村、柳津村、金江村［藁江村・金見村］、藤江村（現・福山市）
  - 浦崎村、百島村（現・尾道市）
  - 横島村、田島村、千年村［常石村・草深村・能登原村］、山南村［上山南村・中山南村・下山南村］、熊野村、水呑村、田尻村、鞆町［後地村・鞆町］、走島村（現・福山市）
- 明治32年（1899年）7月1日 - 郡制を施行。郡役所が鞆町に設置。
- 明治33年（1900年）3月3日 - 松永村が町制施行して松永町となる。（2町28村）
- 大正12年（1923年）4月1日 - 郡会が廃止。郡役所は存続。
- 大正15年（1926年）
  - 7月1日 - 郡役所が廃止。以降は地域区分名称となる。
  - 11月1日 - 今津村が町制施行して今津町となる（3町27村）。
- 昭和8年（1933年）1月1日 - 草戸村・佐波村・神島村が福山市に編入。（3町24村）
- 昭和14年（1939年）7月1日 - 山波村が尾道市に編入。（3町23村）
- 昭和17年（1942年）7月1日（3町19村）
  - 田尻村・鞆町・走島村が合併し、改めて鞆町が発足。
  - 山手村・郷分村が福山市に編入。
- 昭和22年（1947年）8月1日 - 水呑村が町制施行して水呑町となる。（4町18村）
- 昭和28年（1953年）4月1日 - 今津町・松永町が合併し、改めて松永町が発足。（3町18村）
- 昭和29年（1954年）3月31日 - 松永町・東村・本郷村・神村・柳津村・金江村・藤江村が合併して松永市が発足し、郡より離脱。（2町12村）
- 昭和30年（1955年）
  - 2月1日 - 高須村・西村が尾道市に編入。（2町10村）
  - 3月31日（4町6村）
    - 横島村・田島村が合併して内海町が発足。
    - 千年村・山南村が合併して沼隈町が発足。

  - 4月1日 - 百島村が尾道市に編入。（4町5村）
- 昭和31年（1956年）9月30日 - 津之郷村・赤坂村・瀬戸村・熊野村・水呑町・鞆町が福山市に編入。（2町1村）
- 昭和32年（1957年）1月1日 - 浦崎村が尾道市に編入。（2町）
- 平成15年（2003年）2月3日 - 内海町が福山市に編入。（1町）
- 平成17年（2005年）2月1日 - 沼隈町が福山市に編入。同日沼隈郡消滅。

### 変遷表
| 明治以前 | 明治8年  | 明治22年 4月1日 町村制施行 | 明治22年 - 大正15年         | 昭和元年 - 昭和20年         | 昭和21年 - 昭和28年          | 昭和29年 - 昭和64年         | 平成元年 - 現在             | 現在   |
| -------- | -------- | -------------------------- | --------------------------- | --------------------------- | ---------------------------- | --------------------------- | --------------------------- | ------ |
| 鞆町     | 鞆町     | 鞆町                       | 鞆町                        | 昭和17年7月1日 鞆町         | 昭和31年9月30日 福山市に編入 | 昭和41年5月1日 福山市の一部 | 福山市                      | 福山市 |
| 後地村   | 後地村   | 鞆町                       | 鞆町                        | 昭和17年7月1日 鞆町         | 昭和31年9月30日 福山市に編入 | 昭和41年5月1日 福山市の一部 | 福山市                      | 福山市 |
| 田尻村   | 田尻村   | 田尻村                     | 田尻村                      | 昭和17年7月1日 鞆町         | 昭和31年9月30日 福山市に編入 | 昭和41年5月1日 福山市の一部 | 福山市                      | 福山市 |
| 走島村   | 走島村   | 走島村                     | 走島村                      | 昭和17年7月1日 鞆町         | 昭和31年9月30日 福山市に編入 | 昭和41年5月1日 福山市の一部 | 福山市                      | 福山市 |
| 水呑村   | 水呑村   | 水呑村                     | 水呑村                      | 昭和22年8月1日 町制 水呑町  | 昭和31年9月30日 福山市に編入 | 昭和41年5月1日 福山市の一部 | 福山市                      | 福山市 |
| 早戸村   | 早戸村   | 赤坂村                     | 赤坂村                      | 赤坂村                      | 昭和31年9月30日 福山市に編入 | 昭和41年5月1日 福山市の一部 | 福山市                      | 福山市 |
| 赤坂村   | 赤坂村   | 赤坂村                     | 赤坂村                      | 赤坂村                      | 昭和31年9月30日 福山市に編入 | 昭和41年5月1日 福山市の一部 | 福山市                      | 福山市 |
| 下山田村 | 熊野村   | 熊野村                     | 熊野村                      | 熊野村                      | 昭和31年9月30日 福山市に編入 | 昭和41年5月1日 福山市の一部 | 福山市                      | 福山市 |
| 上山田村 | 熊野村   | 熊野村                     | 熊野村                      | 熊野村                      | 昭和31年9月30日 福山市に編入 | 昭和41年5月1日 福山市の一部 | 福山市                      | 福山市 |
| 中山田村 | 熊野村   | 熊野村                     | 熊野村                      | 熊野村                      | 昭和31年9月30日 福山市に編入 | 昭和41年5月1日 福山市の一部 | 福山市                      | 福山市 |
| 長和村   | 長和村   | 瀬戸村                     | 瀬戸村                      | 瀬戸村                      | 昭和31年9月30日 福山市に編入 | 昭和41年5月1日 福山市の一部 | 福山市                      | 福山市 |
| 地頭分村 | 地頭分村 | 瀬戸村                     | 瀬戸村                      | 瀬戸村                      | 昭和31年9月30日 福山市に編入 | 昭和41年5月1日 福山市の一部 | 福山市                      | 福山市 |
| 山北村   | 山北村   | 瀬戸村                     | 瀬戸村                      | 瀬戸村                      | 昭和31年9月30日 福山市に編入 | 昭和41年5月1日 福山市の一部 | 福山市                      | 福山市 |
| 津之郷村 | 津之郷村 | 津之郷村                   | 津之郷村                    | 津之郷村                    | 昭和31年9月30日 福山市に編入 | 昭和41年5月1日 福山市の一部 | 福山市                      | 福山市 |
| 加屋村   | 加屋村   | 津之郷村                   | 津之郷村                    | 津之郷村                    | 昭和31年9月30日 福山市に編入 | 昭和41年5月1日 福山市の一部 | 福山市                      | 福山市 |
| 郷分村   | 郷分村   | 郷分村                     | 郷分村                      | 昭和17年7月1日 福山市に編入 | 福山市                       | 昭和41年5月1日 福山市の一部 | 福山市                      | 福山市 |
| 山手村   | 山手村   | 山手村                     | 山手村                      | 昭和17年7月1日 福山市に編入 | 福山市                       | 昭和41年5月1日 福山市の一部 | 福山市                      | 福山市 |
| 神島村   | 神島村   | 神島村                     | 神島村                      | 昭和8年1月1日 福山市に編入  | 福山市                       | 昭和41年5月1日 福山市の一部 | 福山市                      | 福山市 |
| 草戸村   | 草戸村   | 草戸村                     | 草戸村                      | 昭和8年1月1日 福山市に編入  | 福山市                       | 昭和41年5月1日 福山市の一部 | 福山市                      | 福山市 |
| 佐波村   | 佐波村   | 佐波村                     | 佐波村                      | 昭和8年1月1日 福山市に編入  | 福山市                       | 昭和41年5月1日 福山市の一部 | 福山市                      | 福山市 |
| 松永村   | 松永村   | 松永村                     | 明治33年3月3日 町制 松永町  | 昭和28年4月1日 松永町       | 昭和29年3月31日 松永市       | 昭和41年5月1日 福山市の一部 | 福山市                      | 福山市 |
| 今津村   | 今津村   | 今津村                     | 大正15年11月1日 町制 今津町 | 昭和28年4月1日 松永町       | 昭和29年3月31日 松永市       | 昭和41年5月1日 福山市の一部 | 福山市                      | 福山市 |
| 神村     | 神村     | 神村                       | 神村                        | 神村                        | 昭和29年3月31日 松永市       | 昭和41年5月1日 福山市の一部 | 福山市                      | 福山市 |
| 藁江村   | 藁江村   | 金江村                     | 金江村                      | 金江村                      | 昭和29年3月31日 松永市       | 昭和41年5月1日 福山市の一部 | 福山市                      | 福山市 |
| 金見村   | 金見村   | 金江村                     | 金江村                      | 金江村                      | 昭和29年3月31日 松永市       | 昭和41年5月1日 福山市の一部 | 福山市                      | 福山市 |
| 東村     | 東村     | 東村                       | 東村                        | 東村                        | 昭和29年3月31日 松永市       | 昭和41年5月1日 福山市の一部 | 福山市                      | 福山市 |
| 藤江村   | 藤江村   | 藤江村                     | 藤江村                      | 藤江村                      | 昭和29年3月31日 松永市       | 昭和41年5月1日 福山市の一部 | 福山市                      | 福山市 |
| 本郷村   | 本郷村   | 本郷村                     | 本郷村                      | 本郷村                      | 昭和29年3月31日 松永市       | 昭和41年5月1日 福山市の一部 | 福山市                      | 福山市 |
| 柳津村   | 柳津村   | 柳津村                     | 柳津村                      | 柳津村                      | 昭和29年3月31日 松永市       | 昭和41年5月1日 福山市の一部 | 福山市                      | 福山市 |
| 田島村   | 田島村   | 田島村                     | 田島村                      | 田島村                      | 昭和30年3月31日 内海町       | 内海町                      | 平成15年2月3日 福山市に編入 | 福山市 |
| 横島村   | 横島村   | 横島村                     | 横島村                      | 横島村                      | 昭和30年3月31日 内海町       | 内海町                      | 平成15年2月3日 福山市に編入 | 福山市 |
| 内常石村 | 常石村   | 千年村                     | 千年村                      | 千年村                      | 昭和30年3月31日 沼隈町       | 沼隈町                      | 平成17年2月1日 福山市に編入 | 福山市 |
| 外常石村 | 常石村   | 千年村                     | 千年村                      | 千年村                      | 昭和30年3月31日 沼隈町       | 沼隈町                      | 平成17年2月1日 福山市に編入 | 福山市 |
| 草深村   | 草深村   | 千年村                     | 千年村                      | 千年村                      | 昭和30年3月31日 沼隈町       | 沼隈町                      | 平成17年2月1日 福山市に編入 | 福山市 |
| 能登原村 | 能登原村 | 千年村                     | 千年村                      | 千年村                      | 昭和30年3月31日 沼隈町       | 沼隈町                      | 平成17年2月1日 福山市に編入 | 福山市 |
| 上山南村 | 上山南村 | 山南村                     | 山南村                      | 山南村                      | 昭和30年3月31日 沼隈町       | 沼隈町                      | 平成17年2月1日 福山市に編入 | 福山市 |
| 中山南村 | 中山南村 | 山南村                     | 山南村                      | 山南村                      | 昭和30年3月31日 沼隈町       | 沼隈町                      | 平成17年2月1日 福山市に編入 | 福山市 |
| 下山南村 | 下山南村 | 山南村                     | 山南村                      | 山南村                      | 昭和30年3月31日 沼隈町       | 沼隈町                      | 平成17年2月1日 福山市に編入 | 福山市 |
| 山波村   | 山波村   | 山波村                     | 山波村                      | 昭和14年7月1日 尾道市に編入 | 尾道市                       | 尾道市                      | 尾道市                      | 尾道市 |
| 高須村   | 高須村   | 高須村                     | 高須村                      | 高須村                      | 昭和30年2月1日 尾道市に編入  | 尾道市                      | 尾道市                      | 尾道市 |
| 西村     | 西村     | 西村                       | 西村                        | 西村                        | 昭和30年2月1日 尾道市に編入  | 尾道市                      | 尾道市                      | 尾道市 |
| 百島村   | 百島村   | 百島村                     | 百島村                      | 百島村                      | 昭和30年4月1日 尾道市に編入  | 尾道市                      | 尾道市                      | 尾道市 |
| 浦崎村   | 浦崎村   | 浦崎村                     | 浦崎村                      | 浦崎村                      | 昭和32年1月1日 尾道市に編入  | 尾道市                      | 尾道市                      | 尾道市 |

## 行政
沼隈・深津郡長
| 代 | 氏名 | 就任年月日                | 退任年月日                | 備考 |
| -- | ---- | ------------------------- | ------------------------- | ---- |
| 1  |      | 明治11年（1878年）11月1日 |                           |      |
|    |      |                           | 明治31年（1898年）9月30日 | 廃官 |

沼隈郡長
| 代 | 氏名 | 就任年月日               | 退任年月日                | 備考                   |
| -- | ---- | ------------------------ | ------------------------- | ---------------------- |
| 1  |      | 明治32年（1899年）7月1日 |                           |                        |
|    |      |                          | 大正15年（1926年）6月30日 | 郡役所廃止により、廃官 |